# Златни глобус за најбољу споредну глумицу у играном филму
Златни глобус за најбољу споредну глумицу у играном филму (енгл. Golden Globe Award for Best Supporting Actress – Motion Picture) филмска је награда која се додељује од 1944. године за улогу у филму снимљеном претходне године.

## Награђене и номиноване

### 1940-е
- 1943. Катина Паксину — За ким звоно звони
- 1944. Агнес Мурхед — Госпођа Паркингтон
- 1945. Анџела Лансбери — Слика Доријана Греја
- 1946. Ен Бакстер — Оштрица бријача
- 1947. Селест Холм — Џентлменски споразум
- 1948. Елен Корби — Сећам се маме
- 1949. Мерседес Макембриџ — Сви краљеви људи

### 1950-е
- 1950. Џозефина Хал — Харви
- 1951. Ким Хантер — Трамвај звани жеља
- 1952. Кејти Хурадо — Тачно у подне
- 1953. Грејс Кели — Могамбо
- 1954. Џен Стерлинг — Између неба и земље
- 1955. Мариза Паван — Тетовирана ружа
- 1956. Ајлин Хекарт — Семе зла
- 1957. Елса Ланчестер — Сведок оптужбе
- 1958. Хермајони Гинголд — Жижи
- 1959. Сузан Конер — Имитација живота

### 1960-е
- 1960. Џенет Ли — Психо
- 1961. Рита Морено — Прича са западне стране
- 1962. Анџела Лансбери — Манџурски кандидат
- 1963. Маргарет Радерфорд — Веома важне личности
- 1964. Агнес Мурхед — Тихо, тихо, Шарлота
- 1965. Рут Гордон — У глави Дејзи Клавер
- 1966. Џоселин Лагард — Хаваји
- 1967. Керол Ченинг — Потпуна модерна Мили
- 1968. Рут Гордон — Розмарина беба
- 1969. Голди Хон — Кактусов цвет

### 1970-е
- 1970. Карен Блек — Five Easy Pieces и Морин Стаплтон, Аеродром
- 1971. Ен-Маргрет — Сексуално сазнање
- 1972. Шели Винтерс — Посејдонова авантура
- 1973. Линда Блер — Истеривач ђавола
- 1974. Карен Блек — Велики Гетсби
- 1975. Бренда Вакаро — Једном није довољно
- 1976. Катрин Рос — Путовање прокелтих
- 1977. Ванеса Редгрејв — Џулија
- 1978. Дајан Канон — Небо може чекати
- 1979. Мерил Стрип — Крамер против Крамера

### 1980-е
- 1980. Мери Стинберџен — Мелвин и Хауард
- 1981. Џоун Хакет — Само када се смејем
- 1982. Џесика Ланг — Тутси
- 1983. Шер — Силквуд
- 1984. Пеги Ашкрофт — Пут у Индију
- 1985. Мег Тили — Божја службеница Агнес
- 1986. Меги Смит — Соба са погледом
- 1987. Олимпија Дукакис — Опчињена месецом
- 1988. Сигорни Вивер — Запослена девојка
- 1989. Џулија Робертс — Челичне магнолије

### 1990-е
- 1990. Вупи Голдберг — Дух
- 1991. Мерседес Рул — Краљ рибара
- 1992. Џоун Плаурајт — Чаробни април
- 1993. Винона Рајдер — Доба невиности
- 1994. Дајен Вист — Меци изнад Бродвеја
- 1995. Мира Сорвино — Моћна Афродита
- 1996. Лорен Бакол — Огледало има два лица
- 1997. Ким Бејсингер — Поверљиво из Л. А.
- 1998. Лин Редгрејв — Богови и чудовишта
- 1999. Анџелина Жоли — Неприлагођена

### 2000-е
- 2000. Кејт Хадсон — Корак до славе као Пени Лејн
  - Џуди Денч — Чоколада као Арманда Вуазан
  - Франсес Макдорманд — Корак до славе као Елејн Милер
  - Џули Волтерс — Били Елиот као госпођица Вилкинсон
  - Кетрин Зита-Џоунс — Паклене улице као Хелена Ајала
- 2001. Џенифер Конели — Блистави ум као Алиша Неш
  - Камерон Дијаз — Небо боје ваниле као Џули Џани
  - Хелен Мирен — Госфорд Парк као госпођица Вилсон
  - Меги Смит — Госфорд Парк као Констанс Трентман
  - Мариса Томеј — У спаваћој соби као „Натали Страу
  - Кејт Винслет — Ајрис као млада Ајрис Мердок
- 2002. Мерил Стрип — Адаптација као Сузан Орлин
  - Кети Бејтс — Све о Шмиту као Роберта Херцел
  - Камерон Дијаз — Банде Њујорка као Џени Евердин
  - Квин Латифа —  Чикаго као 'Мама' Мортон
  - Сузан Сарандон — Игбијев пад као Мими Слокамб
- 2003. Рене Зелвегер — Хладна планина као Руби Тјуз
  - Марија Бело — Кулер као Натали Белисарио
  - Патриша Кларксон — Растрзана Ејприл као Џој Бернс
  - Хоуп Дејвис — Америчка дивота као Џојс Брабнер
  - Холи Хантер — Тринаест као Мелани 'Мел' Фриланд
- 2004. Натали Портман — Блискост као Алис Ајрес
  - Кејт Бланчет — Авијатичар као Катрин Хепберн
  - Лора Лини — Кинси као Клара Макмилен
  - Вирџинија Мадсен — Странпутице као Маја Рандал
  - Мерил Стрип — Манџурски кандидат као сенаторка Еленор Шоу
- 2005. Рејчел Вајз — Брижни баштован као Теса Квејл
  - Скарлет Џохансон — Завршни ударац као Нола Рајс
  - Ширли Маклејн — У њеним ципелама као Ела Хирш
  - Франсес Макдорманд — Северна земља као Глори Доџ
  - Мишел Вилијамс — Планина Броукбек као Алма Бирс дел Мар
- 2006. Џенифер Хадсон — Девојке из снова као Ефи Вајт
  - Адријана Бараза — Вавилон као Амелија
  - Кејт Бланчет — Белешке о скандалу као Шиба Харт
  - Емили Блант — Ђаво носи Праду као Емили
  - Ринко Кикучи —  Вавилон као Чијеко
- 2007. Кејт Бланчет — Нема ме као Џуд
  - Џулија Робертс — Рат Чарлија Вилсона
  - Сирша Ронан — Покајање
  - Ејми Рајан — Нестала
  - Тилда Свинтон — Мајкл Клејтон
- 2008. Кејт Винслет - Читач као Хана Шмиц
  - Ејми Адамс – Сумња као сестра Џејмс
  - Пенелопе Круз – Љубав у Барселони као Марија Елена
  - Вајола Дејвис – Сумња као гђа Милер
  - Мариса Томеј – Рвач као Касиди
- 2009. Мо‘Ник - Драгоцена као Мери Ли Џонстон
  - Пенелопе Круз – Девет као Карла Албанезе
  - Вера Фармига – У ваздуху као Алекс Горан
  - Ана Кендрик – У ваздуху као Натали Кинер
  - Џулијана Мур – Самац као Чарли

### 2010-е
| Година | Глумица             | Филм                             | Извор  |
| ------ | ------------------- | -------------------------------- | ------ |
| 2010.  | Мелиса Лио          | Боксер                           | [ 1 ]  |
| 2010.  | Ејми Адамс          | Борац                            | [ 1 ]  |
| 2010.  | Хелена Бонам Картер | Краљев говор                     | [ 1 ]  |
| 2010.  | Мила Кунис          | Црни лабуд                       | [ 1 ]  |
| 2010.  | Џеки Вивер          | Царство животиња                 | [ 1 ]  |
| 2011.  | Октејвија Спенсер   | Служавке                         | [ 2 ]  |
| 2011.  | Беренис Бежо        | Уметник                          | [ 2 ]  |
| 2011.  | Џесика Частејн      | Служавке                         | [ 2 ]  |
| 2011.  | Џенет Мактир        | Алберт Нобс                      | [ 2 ]  |
| 2011.  | Шејлин Вудли        | Потомци                          | [ 2 ]  |
| 2012.  | Ен Хатавеј          | Јадници                          | [ 3 ]  |
| 2012.  | Сали Филд           | Линколн                          | [ 3 ]  |
| 2012.  | Никол Кидман        | Пискарало                        | [ 3 ]  |
| 2012.  | Хелен Хант          | Сеансе                           | [ 3 ]  |
| 2012.  | Ејми Адамс          | Мастер                           | [ 3 ]  |
| 2013.  | Џенифер Лоренс      | Америчка превара                 | [ 4 ]  |
| 2013.  | Сали Хокинс         | Несрећна Џасмин                  | [ 4 ]  |
| 2013.  | Џулија Робертс      | Август у округу Осејџ            | [ 4 ]  |
| 2013.  | Лупита Нјонго       | Дванаест година ропства          | [ 4 ]  |
| 2013.  | Џун Сквиб           | Небраска                         | [ 4 ]  |
| 2014.  | Патриша Аркет       | Одрастање                        | [ 5 ]  |
| 2014.  | Џесика Частејн      | Најнасилнија година              | [ 5 ]  |
| 2014.  | Кира Најтли         | Игра кодова                      | [ 5 ]  |
| 2014.  | Ема Стоун           | Човек Птица                      | [ 5 ]  |
| 2014.  | Мерил Стрип         | Зачарана шума                    | [ 5 ]  |
| 2015.  | Кејт Винслет        | Стив Џобс                        | [ 6 ]  |
| 2015.  | Џејн Фонда          | Младост                          | [ 6 ]  |
| 2015.  | Џенифер Џејсон Ли   | Подлих осам                      | [ 6 ]  |
| 2015.  | Хелен Мирен         | Трамбо                           | [ 6 ]  |
| 2015.  | Алисија Викандер    | Екс махина                       | [ 6 ]  |
| 2016.  | Вајола Дејвис       | Ограде                           | [ 7 ]  |
| 2016.  | Наоми Харис         | Месечина                         | [ 7 ]  |
| 2016.  | Никол Кидман        | Лав                              | [ 7 ]  |
| 2016.  | Октејвија Спенсер   | Скривене бројке                  | [ 7 ]  |
| 2016.  | Мишел Вилијамс      | Манчестер на Мору                | [ 7 ]  |
| 2017.  | Алисон Џени         | Ја, Тоња                         | [ 8 ]  |
| 2017.  | Мери Џеј Блајџ      | Земљи обећани                    | [ 8 ]  |
| 2017.  | Хонг Чау            | Смањивање                        | [ 8 ]  |
| 2017.  | Лори Меткалф        | Лејди Берд                       | [ 8 ]  |
| 2017.  | Октавија Спенсер    | Облик воде                       | [ 8 ]  |
| 2018.  | Реџина Кинг         | Кад би Улица Бил могла да говори | [ 9 ]  |
| 2018.  | Ејми Адамс          | Човек из сенке                   | [ 9 ]  |
| 2018.  | Клер Фој            | Први човек на месецу             | [ 9 ]  |
| 2018.  | Ема Стоун           | Миљеница                         | [ 9 ]  |
| 2018.  | Рејчел Вајс         | Миљеница                         | [ 9 ]  |
| 2019.  | Лора Дерн           | Прича о браку                    | [ 10 ] |
| 2019.  | Кети Бејтс          | Ричард Џуел                      | [ 10 ] |
| 2019.  | Анет Бенинг         | Извештај                         | [ 10 ] |
| 2019.  | Џенифер Лопез       | Преваранткиње са Вол Стрита      | [ 10 ] |
| 2019.  | Марго Роби          | Оне су бомбе                     | [ 10 ] |

### 2020-е
| Година | Глумица             | Филм                         | Извор |
| ------ | ------------------- | ---------------------------- | ----- |
| 2020.  | Џоди Фостер         | Мауританац                   |       |
| 2020.  | Глен Клоус          | Горштачка елегија            |       |
| 2020.  | Оливија Колман      | Отац                         |       |
| 2020.  | Аманда Сајфред      | Манк                         |       |
| 2020.  | Хелена Зенгел       | Светске вести                |       |
| 2021.  | Аријана Дебоз       | Прича са западне стране      |       |
| 2021.  | Катрина Балф        | Белфаст                      |       |
| 2021.  | Кирстен Данст       | Моћ пса                      |       |
| 2021.  | Аунџану Елис        | Краљ Ричард: Предност у игри |       |
| 2021.  | Рут Нега            | Претварање                   |       |
| 2022.  | Анџела Басет        | Црни Пантер: Ваканда заувек  |       |
| 2022.  | Кери Кондон         | Духови острва                |       |
| 2022.  | Џејми Ли Кертис     | Све у исто време             |       |
| 2022.  | Доли де Леон        | Троугао туге                 |       |
| 2022.  | Кери Малиган        | Рекла је                     |       |
| 2023.  | Да’Вајн Џој Рандолф | Бартонова академија          |       |
| 2023.  | Емили Блант         | Опенхајмер                   |       |
| 2023.  | Данијела Брукс      | Боја пурпура                 |       |
| 2023.  | Џоди Фостер         | Најад                        |       |
| 2023.  | Џулијана Мур        | Мај децембар                 |       |
| 2023.  | Розамунд Пајк       | Солтберн                     |       |
| 2024.  | Зои Салдана         | Емилија Перез                |       |
| 2024.  | Селена Гомез        | Емилија Перез                |       |
| 2024.  | Аријана Гранде      | Злица                        |       |
| 2024.  | Фелисити Џоунс      | Бруталиста                   |       |
| 2024.  | Маргарет Кволи      | Супстанца                    |       |
| 2024.  | Изабела Роселини    | Конклава                     |       |